# Trichosanthes reticulinervis
Trichosanthes reticulinervis är en gurkväxtart som beskrevs av Cheng Yih Wu och S.K. Chen. Trichosanthes reticulinervis ingår i släktet Trichosanthes och familjen gurkväxter. Inga underarter finns listade i Catalogue of Life.